# Клітне (хутір)
Клітне (біл. хутар Клётнае) — село в складі Борисовського району Мінської області, Білорусь. Село підпорядковане Мойсеївщинській сільській раді, розташоване в північно-східній частині області.